# (466557) 2014 SG330
(466557) 2014 SG330 es un asteroide perteneciente al cinturón de asteroides, descubierto el 17 de septiembre de 2003 por el equipo Spacewatch desde el Observatorio Nacional de Kitt Peak (Arizona, Estados Unidos).